# 諏訪大社陸上競技大会
諏訪大社陸上競技大会（すわたいしゃ りくじょうきょうぎたいかい）は毎年10月中旬に開催されている陸上競技の大会である。

## 概要
その名称のとおり「諏訪大社」が主催者（共同主催：諏訪陸上競技協会）として開催している。
1927年（昭和2年）に第1回大会を開催以来現在まで続く陸上競技大会。2007年には80回記念大会が開催された。

## 歴史
- 1927年（昭和2年）、前年（1926年）に創設された諏訪大社体育協会によって第1回大会開催（開催場所は下諏訪小学校）。
- 第2次世界大戦のため1944年（昭和19年）から1947年（昭和22年）まで中止。また、1950年から1956年まで、1958年から1962年までの中断を挟むが、1963年から今日まで開催されている。
- 第76回大会（2003年）から地元の諏訪陸上競技協会が共同主催するようになった。
- 会場の下諏訪町営陸上競技場はシンダートラックの為、降雨などのコンディション不良で開催が中止になることがあった。
- 2023年より会場を茅野市運動公園陸上競技場（日本陸連公認第3種）に変更して開催。

| 回数   | 開催年 | 優勝チーム               |
| ------ | ------ | ------------------------ |
| 第72回 | 1999   | 茅野高等学校             |
| 第73回 | 2000   | 諏訪清陵高等学校         |
| 第74回 | 2001   | 岡谷工業高等学校         |
| 第75回 | 2002   | 岡谷工業高等学校         |
| 第76回 | 2003   | 岡谷南高等学校           |
| 第77回 | 2004   | 長野大学                 |
| 第78回 | 2005   | 岡谷工業高等学校         |
| 第79回 | 2006   | 松本市陸協               |
| 第80回 | 2007   | 下諏訪向陽高等学校       |
| 第81回 | 2008   | 下諏訪向陽高等学校       |
| 第82回 | 2009   | 創造学園大学附属高等学校 |
| 第83回 | 2010   | 東海大学付属第三高等学校 |
| 第84回 | 2011   | 創造学園高等学校         |
| 第85回 | 2012   | 高森AC                   |
| 第86回 | 2013   | 高森AC                   |
| 第87回 | 2014   | 坂城高等学校             |
| 第88回 | 2015   | 降雨中止                 |
| 第89回 | 2016   | 降雨中止                 |
| 第90回 | 2017   | 東海大学付属諏訪高等学校 |
| 第91回 | 2018   | 東海大学付属諏訪高等学校 |
| 第92回 | 2019   | 岡谷南高等学校           |
| 第93回 | 2020   | 中止                     |
| 第94回 | 2021   | 中止                     |
| 第95回 | 2022   | 中止                     |
| 第96回 | 2023   | ターミガンズ長野ＡＣ     |

## 会場
大会は長く、長野県諏訪郡下諏訪町にある「下諏訪町営陸上競技場（日本陸連第4種公認）」で開催されていた。この競技場は、トラックが1周250m舗装面はシンダー（土）と現代では珍しい規格の競技場である。他に走幅跳、走高跳のピットを備えている。1964年の東京オリンピック開催に際し、日本人マラソン選手の強化目的で当時最先端の練習手法である「高所トレーニング」を行うために諏訪の地が選ばれ、霧ケ峰高原と下諏訪に公認規格のトラックを設けたことが由来となっている。2023年から茅野市運動公園陸上競技場に会場を変更して開催している。